# François Vallée (résistant)
Pour les articles homonymes, voir François Vallée et Vallée (homonymie).
François Vallée, né le 1er janvier 1912 à Plounévez-Moëdec et mort pour la France en septembre 1944 à Rogoźnica, est un militaire français, Compagnon de la Libération. Combattant de la bataille de France en 1940, il est capturé par l'armée allemande mais parvient à s'évader et à rejoindre l'Afrique du Nord où il participe aux actions d'un réseau de résistance. À nouveau arrêté puis libéré en 1942, il gagne l'Angleterre où il est affecté au Special Operations Executive pour le compte duquel il est parachuté en Bretagne où il organise un réseau membre du réseau Buckmaster. En 1944, il est une nouvelle fois arrêté puis déporté au camp de Gross-Rosen où il est exécuté.

## Biographie

### Jeunesse et engagement
François Vallée naît le 1er janvier 1912 à Plounévez-Moëdec, dans les Côtes-d'Armor. Fils d'un industriel propriétaire d'une usine de papeterie, il est le neveu du linguiste homonyme François Vallée. Il fait ses études à Saint-Pol-de-Léon et à Saint-Brieuc puis devance l'appel en 1931 et est affecté au 6e régiment de dragons. Libéré en 1932, il devient directeur commercial de la papeterie paternelle.
En 1938, il épouse Monique Béziers, cousine germaine de Marie-Louise de Crussol.

### Seconde Guerre mondiale

#### Bataille de France
Au début de la Seconde Guerre mondiale, François Vallée est mobilisé au 75e groupe de reconnaissance de division d'infanterie avec lequel il participe à la bataille de France. Le 17 juin 1940, au cours d'une patrouille devant les positions ennemies à Pagny-sur-Meuse, il est fait prisonnier par la wehrmacht. Aux mains des allemands, il travaille volontairement dans une ferme de Vaucouleurs et en profite pour s'évader. Parcourant toute la France, il parvient à Toulon où, entré en contact avec des gaullistes, il cherche à se rendre en Angleterre. Ne parvenant pas à embarquer pour Londres, il circule entre Toulon et Marseille et finit par réussir à traverser la Méditerranée.

#### Actions en Tunisie
Arrivé à Alger, il se rend ensuite à Tunis où il intègre en avril 1941 le réseau d'André Mounier. Ce réseau, principalement orienté vers le recueil de renseignements au profit des troupes britanniques basées à Malte, diversifie ensuite ses activités en effectuant des actions de sabotage. François Vallée et son adjoint Henri Gaillot, responsables de la section sabotage, réalisent de nombreux coups d'éclat. Effectuant des liaisons entre la côte tunisienne et un sous-marin britannique pour faire passer des documents et se ravitailler en explosifs, il sabote, en gare de Tunis, un grand nombre de locomotives françaises livrées par le régime de Vichy aux troupes italiennes qui s'en servaient pour ravitailler leurs lignes en Tripolitaine. Quelques jours plus tard, à Gabès, des grenades incendiaires posées par François Vallée endommagent les réservoirs d'essence d'un convoi également destiné aux italiens. Dans la nuit du 7 au 8 juin 1941, il s'infiltre à la nage dans le port de Tunis et pose des mines sur les cargos italiens Sirio et Achille. Les explosifs de l'Achille n'ayant pas fonctionné, François Vallée y retourne une nouvelle fois le lendemain pour poser une nouvelle charge qui, cette fois, coule le navire dans le port de La Goulette, provoquant l'obstruction du canal menant à Tunis. Le 23 juin suivant, s'attaquant à nouveau aux bateaux, il entreprend de poser une mine sur le pétrolier Proserpina, ancien pétrolier français Beauce vendu à l'Italie. Surpris dans son action, il est arrêté et interrogé mais garde le silence face aux questions de ses geôliers sur son réseau et ses membres. Jugé à Bizerte, il est condamné à deux ans de prison et interné au camp de Téboursouk en compagnie de Henri Gaillot, lui aussi arrêté quelques jours après lui. En novembre 1942, alors que les allemands envahissent la Tunisie en riposte à l'opération Torch, François Vallée, Henri Gaillot et d'autres résistants bénéficient de la mesure de libération des prisonniers gaullistes décidée par l'amiral Esteva. Ayant gagné Alger, les deux hommes reprennent contact avec la résistance, gagnent Gibraltar et partent pour Londres où ils arrivent le 27 janvier 1943.

#### Agent du SOE
Fort de son expérience de la clandestinité et du sabotage, François Vallée entre au Special Operations Executive (SOE) et est affecté, sous les ordres du colonel Maurice Buckmaster, à la section F chargée du territoire français. Après avoir suivi un entraînement de plusieurs semaines, il est parachuté en Bretagne le 17 juin 1943. Installé à Rennes, il prend contact avec les chefs de la résistance locale comme Maurice Guillaudot ou Herminie Prod'homme et, sous le pseudonyme d'Oscar, organise le réseau Parson destiné à aider les troupes alliées à isoler la Bretagne du reste des troupes allemandes au moment du futur débarquement de Normandie. Afin d'armer et organiser les groupes de résistants de la région, il organise des parachutages d'armement et de matériel avec l'assistance de René Bichelot et Georges Clément. Grâce à ces ravitaillements, il met en place plusieurs groupes d'une quinzaine de combattants répartis dans différents départements bretons. Le réseau recueille également les réfractaires au STO et porte assistance aux aviateurs alliés abattus au-dessus de la France, notamment lors des bombardements de Nantes en septembre 1943. En octobre suivant, à la suite d'un parachutage, le réseau est dénoncé à la Gestapo et François Vallée doit ordonner à René Bichelot de quitter la France afin d'éviter une arrestation,. Le mois suivant, Georges Clément est capturé et déporté au camp de Mauthausen où il sera exécuté. Le réseau étant infiltré par un agent français travaillant pour les Allemands, François Vallée, toujours accompagné de son compère Henri Gaillot, doit se réfugier à Paris où il est hébergé par son frère Robert. Au début du mois de février 1944, alors que les trois hommes prennent un train en gare de Lyon, ils sont arrêtés par la Gestapo.
Enfermé à la prison de Fresnes, François Vallée est transféré en juin 1944 en Silésie, aujourd'hui en Pologne, avec 17 autres agents du SOE. Internés au camp de Gross-Rosen, près du village renommé depuis Rogoźnica, et condamnés à mort sur ordre d'Himmler, François Vallée et ses seize compagnons, dont Henri Gaillot, sont exécutés à une date inconnue, vraisemblablement en août-septembre 1944.

## Décorations
|  |  |  |  |  |  |
|  |  |  |  |  |  |
|  |  |  |  |  |  |
|  |  |  |  |  |  |

| Chevalier de la Légion d'honneur                    | Chevalier de la Légion d'honneur         | Compagnon de la Libération     | Compagnon de la Libération     | Médaille militaire                               | Médaille militaire                               |
| Croix de guerre 1939-1945 Avec une palme            | Croix de guerre 1939-1945 Avec une palme | Médaille des blessés de guerre | Médaille des blessés de guerre | Médaille de la Résistance française Avec rosette | Médaille de la Résistance française Avec rosette |
| Médaille des évadés                                 | Médaille des évadés                      | Military Cross (Royaume-Uni)   | Military Cross (Royaume-Uni)   | Chevalier de l'Ordre de Léopold (Belgique)       | Chevalier de l'Ordre de Léopold (Belgique)       |
| King's Commendation for Brave Conduct (Royaume-Uni) |                                          |                                |                                |                                                  |                                                  |

## Hommages
- À Plounévez-Moëdec, son nom figure sur le monument commémoratif de la guerre 1939-1945 situé Allée des Frères Vallée[6].
- À Saint-Brieuc, il est cité sur une plaque commémorative située dans l'école Saint-Charles[7].
- À Martigné-Ferchaud, il figure sur une stèle dédiée au réseau S.O.E Oscar Buckmaster[8].
- Son nom est inscrit sur le mémorial S.O.E de Valençay[9].
- Au camp de Gross-Rosen, il est inscrit sur une plaque rendant hommages au membres du S.O.E exécutés à l'été 1944.
- Au Centre parachutiste d'entraînement aux opérations maritimes de Quélern, le musée des nageurs de combat a été baptisé Musée François Vallée[10].